# سعد زبن الخلاوي

## نسبه وحياته
سعد الخلاوي هو سعد بن زبن بن محمد الخلاوي الكاملي الأسلمي من قبيلة شمر. من شعراء محافظة حفر الباطن. له بنت واحده اسمها ريم.

## سيرته
شارك الشاعر سعد الخلاوي في برنامج شاعر المليون للنسخة الثالثة. شارك الشاعر أيضاً في هلا فبراير 2009.

## إصدارات
- ديوان (صباح الصنادق) صدر عام 2015م.[4]
- ديوان صوتي (ترانيم) صدر عن مبادرة الشيخ حمدان بن محمد للإبداع الأدبي عام 2015م.[5]

## وصلات خارجية
سعد الخلاوي الشخصي على الفيس بوك سعد زبن الخلاوي  على فيسبوك.